# 大学等における修学の支援に関する法律
大学等における修学の支援に関する法律（だいがくとうにおけるしゅうがくのしえんにかんするほうりつ、令和元年5月17日法律第8号）は、2020年4月に安倍内閣で施行された低所得者世帯を対象に大学等の学費の減免と給付型奨学金を支給することに関する日本の法律である。通称「大学無償化法」「大学無償化制度」。
「真に支援が必要な低所得者世帯の者に対し、社会で自立し、及び活躍することができる豊かな人間性を備えた創造的な人材を育成するために必要な質の高い教育を実施する大学等における修学の支援を行い、その修学に係る経済的負担を軽減することにより、子どもを安心して生み、育てることができる環境の整備を図り、もって我が国における急速な少子化の進展への対処に寄与すること」を目的に制定された。
消費税の増税分が財源となっており、同法律における「大学等」とは日本政府から要件確認を受けた大学・短期大学・高等専門学校・専門学校を指す。学業成績が悪い場合は打ち切りとなる。

## 概要
2014年7月23日、自由民主党の下村博文文部科学大臣が「大学など高等教育無償化の拡大に３兆８千億円の支出をする「教育立国」構想を提案。財務省からさらなる消費増税による増収が無ければ「夢物語」だと批判される。
2016年、参議院選挙で、自由民主党が高等教育無償化を公約に掲げる。自民党のマニフェストには「真に経済的支援が必要な子供たちの高等教育無償化」が必要とされ、党の目玉政策と位置づけられた。おおさか維新の会は、大学に加えて、大学院に至るまで無償化することを公約に掲げた。
2017年、安倍晋三首相は、財源のうち1兆7000億円前後は2019年10月の消費増税による増収分を充てることを衆院選の争点に掲げて勝利した。財源では、「首相が政府の会議で産業界に3000億円程度の拠出を求め、経団連が容認した」とされている。
平成31年(2019年)2月12日に安倍内閣で住民税非課税世帯およびそれに準ずる低所得者世帯の学生に対し、要件確認を受けた大学・短期大学・高等専門学校・専門学校の授業料減免や給付型奨学金を拡充する「大学等における修学の支援に関する法律案」を閣議決定した。同日に国会へ提出された。
2019年4月11日、「大学等における修学の支援に関する法律案」が、衆議院本会議において賛成多数で可決し、参議院に送付された。衆議院では、自由民主党、国民民主党・無所属クラブ、公明党、日本維新の会、社会保障を立て直す国民会議、希望の党、未来日本が賛成したのに対し、立憲民主党・無所属フォーラム、日本共産党、社会民主党・市民連合が反対に回った。
2019年5月10日、参議院本会議においても賛成多数で可決し、成立した。参議院では、自由民主党・国民の声、国民民主党・新緑風会、公明党、日本維新の会・希望の党、無所属クラブ、各派に属しない議員の渡辺喜美が賛同を連ねた。
一方、立憲民主党・民友会・希望の会、日本共産党、沖縄の風および山本太郎が反対票を投じた。
2020年4月に施行された。

## 詳細と対象
この法律は、大学、短期大学、高等専門学校、専門学校の授業料と入学金の減免と返済不要な給付型奨学金の支給が定められている。
- 世帯年収（両親・本人・中学生の4人家族を目安）が380万円未満の学生を支援対象とし、世帯年収によって減免・支給額が変動する。「住民税が非課税（世帯年収270万円未満）の世帯」「270万～300万円未満の世帯」「300万～380万円未満の世帯」の三つに区分され、住民税が非課税世帯の場合には授業料・入学金を上限全て減免し、奨学金も上限額で支給される[1]。
- いくら減免と給付されるかは政令で定め、授業料と入学金の減免額の上限は、国公立大学の授業料で54万円・入学金で28万円、私立大学授業料で70万円・入学金で26万円と定めた[1]。
- 給付型奨学金の上限は国公立大の自宅生が年間35万円、非自宅通学の学生80万円、私立大の自宅通学生46万円、非自宅通学生91万円[1]。

### 支援の対象者
- 支援対象となる学生は、住民税非課税世帯及びそれに準ずる世帯の学生である。
- 支援対象は年収の目安が380万円未満の世帯の学生で、授業料の減免や給付の水準には親の年収に応じて差を設ける。
- 2021年度に支援対象となった学生は32万人であり、対象となる課程の全学生343万人の9％であった。[13]

### 修学支援
1. 授業料及び入学金の減免制度の創設 - 授業料・入学金については国立大学法人では文科省の省令で定める標準額である授業料53万5800円、入学金28万2000円が減免の対象となる。また、私立大学の場合は授業料のうち最大70万円分、入学金のうち26万円が減免制度の対象となる[14]。なお、私立大学の多くで徴収されている施設設備費は減免の対象とはならない[15]。
2. 独立行政法人日本学生支援機構が実施する学資支給（給付型奨学金の支給）の拡充 - 学生生活費の実態に応じて、大学生の5割から7割程度の額を措置し、自宅通学の国立大学生には年35万円が生活費として支給される。

ただし、大学への進学後は、その学習状況等について一定の要件を課し、これに満たない場合には授業料の減免や給付金を停止する。

## 消費税引き上げによる財源
少子化に対処するための施策として、引き上げられた2％の消費税率による財源が活用されている。国の負担分は社会保障関係費として内閣府に予算計上し、文部科学省において執行する。2019年10月1日より消費税が8%から10%へ引き上げられる分を財源として年額7600億円が投じられることとなった。大学無償化法と消費税とがセットで行われるようになったことで、消費増税に賛成する人の方が多くなり、2019年の世論調査では増税賛成派が52％を超えた、と報じられた。

## 地方自治体への影響
2019年5月の大学等修学支援法成立を受け、国は2020年4月から低所得者世帯を対象に大学などの高等教育の無償化を始めるが、国の設計では年収380万円が基準になっている。一方で、大阪府が教育改革の一環として2022年に統合を目指している大阪府立大学と大阪市立大学では、入学金と授業料の無償化対象となる学生の世帯年収を、国の基準値を大幅に上回る910万円未満とする方向で調整しており、2020年度の入学生から対象となる見込みである。